# Sainte-Gemme-en-Sancerrois
Sainte-Gemme-en-Sancerrois é uma comuna francesa na região administrativa do Centro, no departamento Cher. Estende-se por uma área de 14,81 km². Em 2010 a comuna tinha 426 habitantes (densidade: 28,8 hab./km²).